# Krasnosilka, Starokosteantîniv
Krasnosilka (în ucraineană Красносілка) este un sat în comuna Sahnivți din raionul Starokosteantîniv, regiunea Hmelnîțkîi, Ucraina.

## Demografie
Componența lingvistică a localității Krasnosilka
     Ucraineană (98,86%)
     Alte limbi (0,79%)
Conform recensământului din 2001, majoritatea populației localității Krasnosilka era vorbitoare de ucraineană (98,86%), existând în minoritate și vorbitori de alte limbi.